# Jean Bouthillette
Jean Bouthillette est un journaliste et auteur québécois.

## Biographie
Sortant de l'École supérieure de Saint-Viateur en 1948, il travaille dans une usine puis dans un bureau, fait un séjour en France au début des années 1950 et devient journaliste en 1955. Il travaillera notamment au Petit Journal de 1957 à 1959. Il décédera en 2015.

## Œuvre
Il a publié un seul livre, Le Canadien français et son double, une plaquette d'une centaine de pages rédigée à Montréal entre 1961 et 1971. Il y décrit « dans une langue méditative et poétique » le Canadien français qui, d'une part, entretient une vision idyllique de son identité de Français abandonné en 1760 par une France qu'il continue de considérer comme sa mère patrie, mais qui, d'autre part, a assimilé, depuis la création du Canada moderne en 1867, la vision qu'ont de lui les Canadiens anglais, soit simplement un Canadien pas comme les autres. Autrement dit, le Canadien français est incapable de se voir pour lui-même, par ses propres yeux. Cette vision dédoublée, « dépersonnalisée » de lui-même pourrait trouver une issue dans la nouvelle appellation de Québécois qui se fait jour à cette époque : « C'est ce que [...] nous devons devenir : des Québécois. Car il n'y a plus d'ethnie canadienne-française : elle s'est dissipée dans la servitude canadienne. »
Cet ouvrage, « sorte de psychanalyse de ce peuple qu’on appelait jusque-là les Canadiens français », sera publié aux éditions de l'Hexagone en 1972. Le 13 décembre de la même année, dans Le Devoir, Pierre Vadeboncoeur écrit : « Nietzsche vante une certaine tradition de la pensée et du style français, concis, pénétrants, cruellement lucides. L'essai de Jean Bouthillette a droit à semblable louange. » Il conclut : « Cet ouvrage, trop peu remarqué par la critique, est déjà, me semble-t-il, un classique. » 
À l'occasion d'une réédition par le Boréal en 2018, le sociologue et chroniqueur Mathieu Bock-Côté, dans une chronique intitulée « Un vrai chef-d'œuvre »,  fait un parallèle entre un Bouthillette selon qui « les Québécois, au fond d’eux-mêmes, doutent de leur droit d’exister » et ce que Hubert Aquin appelait « la fatigue culturelle des Québécois. Louis Cornellier, dans Le Devoir, pour sa part, sans nier la grandeur de l'œuvre, avoue sa perplexité : « Pour tracer son portrait du colonisé, Bouthillette use d’une prose d’une extrême densité, poétique, voire aphoristique, qui donne une puissante gravité à son propos. [...] “Livre exigeant, difficile, mais clair”, écrivait Vadeboncoeur. Sa clarté, pourtant, ne s’impose pas. Inspiré par les idées marxistes, décolonisatrices et existentialistes qui avaient cours dans les années 1960, Bouthillette envoûte son lecteur, mais le fait travailler. »